# ボーヴォワール (オワーズ県)
ボーヴォワール （Beauvoir）は、フランス、オー＝ド＝フランス地域圏、オワーズ県のコミューン。

## 地理
ボーヴォワールは、ブルトゥイユや他多くのコミューンのパノラマが見下ろせる標高97mの地点に腰掛けるようにしてある。コミューンはボーヴォワールおよび2つの集落、ラ・フォリー・ド・ボーヴォワールとおよそ1km離れたところにあるエヴォショー集落からなる。

## 由来

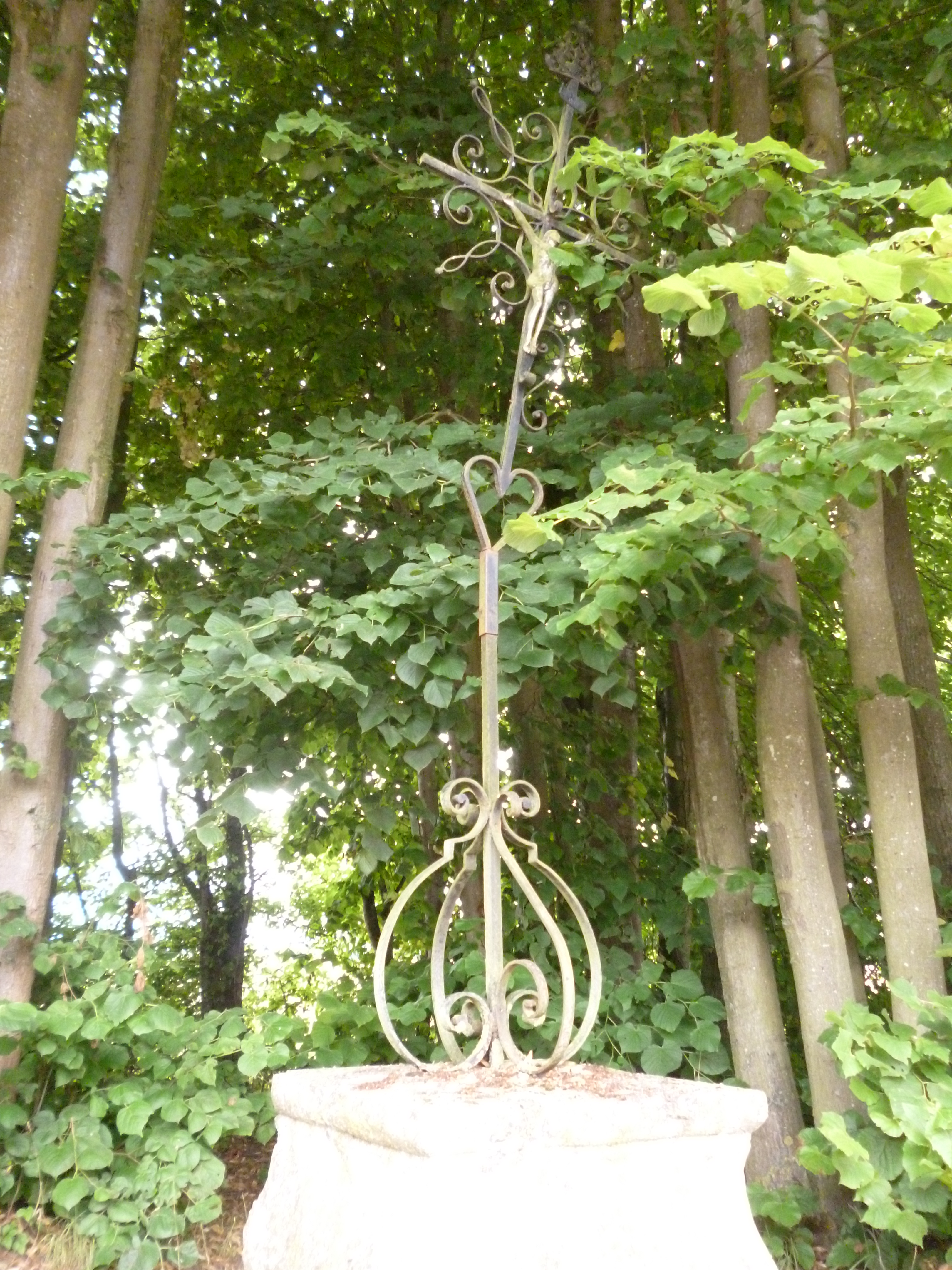
エヴォショー集落のカルヴェール

ボーヴォワールはおそらくラテン語のBellum videreに語源がある。1149年にBellovidere、1229年にBelvoier、1258年にBellum Videre、1270年代にBeauveir、1399年にBiauvoir、その後、Belvoyer、Beauavoir、最終的にBeauvoirとなった。しかしながらボーヴォワールはボーヴェのようにBello（ガリア系のベロウァシ族）が語源であることを排除しているわけではない。

## 歴史

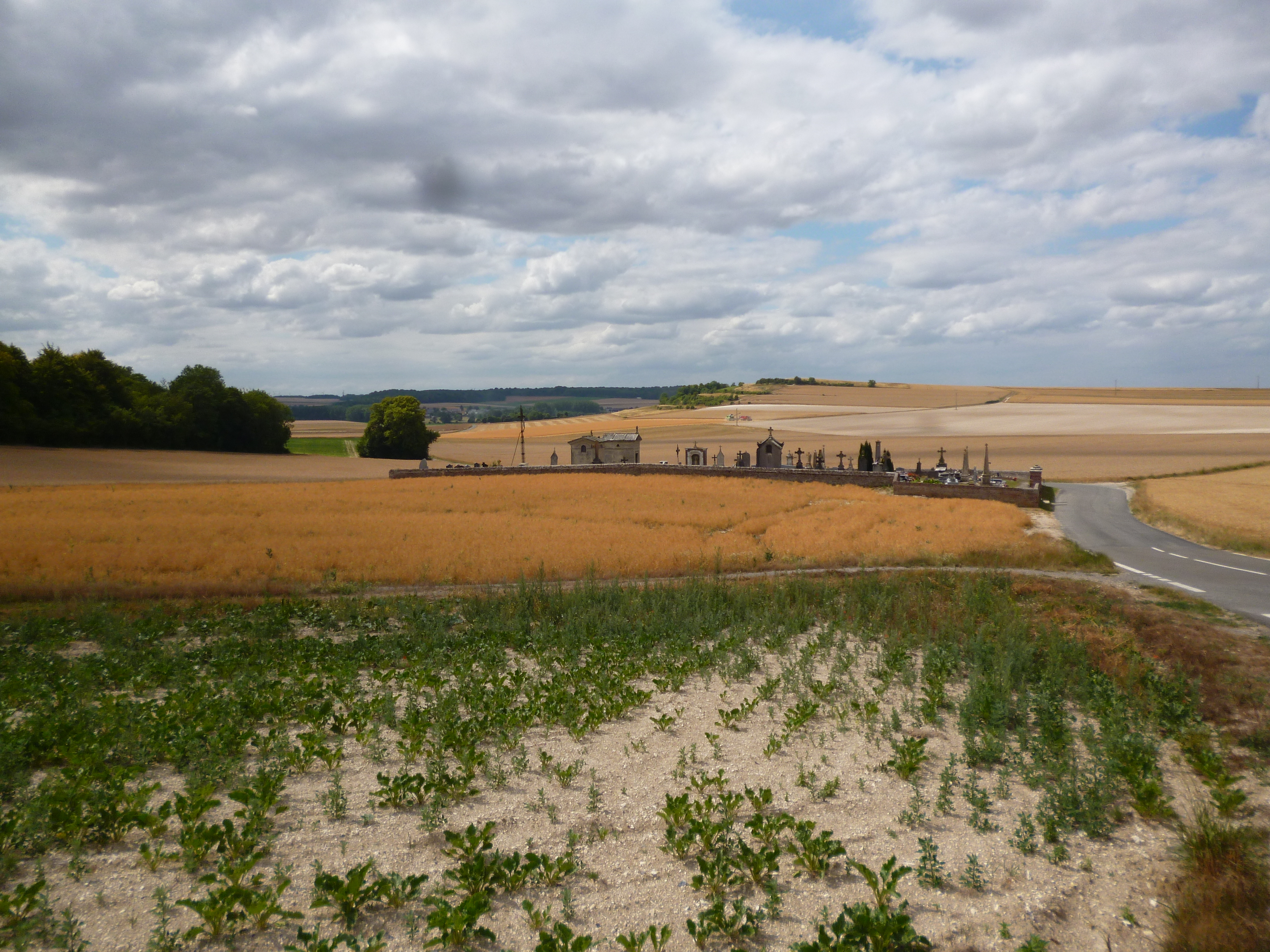
ローマ街道を通過する、墓地の風景

伝説によれば、ボーヴォワールはユリウス・カエサルの冗談が話の背景にある。遠征中の彼は、ボーヴォワールの頂上に腰掛け、サン・ドニの谷で起きた火事を見ていた。谷にはガロ＝ローマの劇場Bratus Spantiumがあった。カエサルはその後『なんと美しい眺めか！』（Comme c'est beau à voir !）と叫んだ。ボーヴォワールの歴史はよくカエサル時代にさかのぼる。ヴァンドゥイユ＝カプリおよびボーヴォワール、サンタンドレ・ファリヴィレールに部分的に伸びるガロ＝ローマ遺跡はBratuspantiumというオッピドゥムであったと考えられる。サン・ジュスト・アン・ショーセからアミアンへ向かう古いローマ街道はボーヴォワールの墓地の近くを通過する。

## 人口統計
| 1962年 | 1968年 | 1975年 | 1982年 | 1990年 | 1999年 | 2006年 | 2012年 |
| ------ | ------ | ------ | ------ | ------ | ------ | ------ | ------ |
| 219    | 217    | 169    | 172    | 202    | 217    | 269    | 278    |

source=1999年までLdh/EHESS/Cassini、2004年以降INSEE

## 史跡
- サン・ドニ教会 - 1865年にレンガのみで建設された。しかし合唱隊は18世紀からある。建物は28mの高さがあり、てっぺんには金属製のニワトリ像がある。前身の教会は同じ場所にはなかった。旧教会はサン・ドニ谷から遠くない、コミューン西側の墓地にあった。

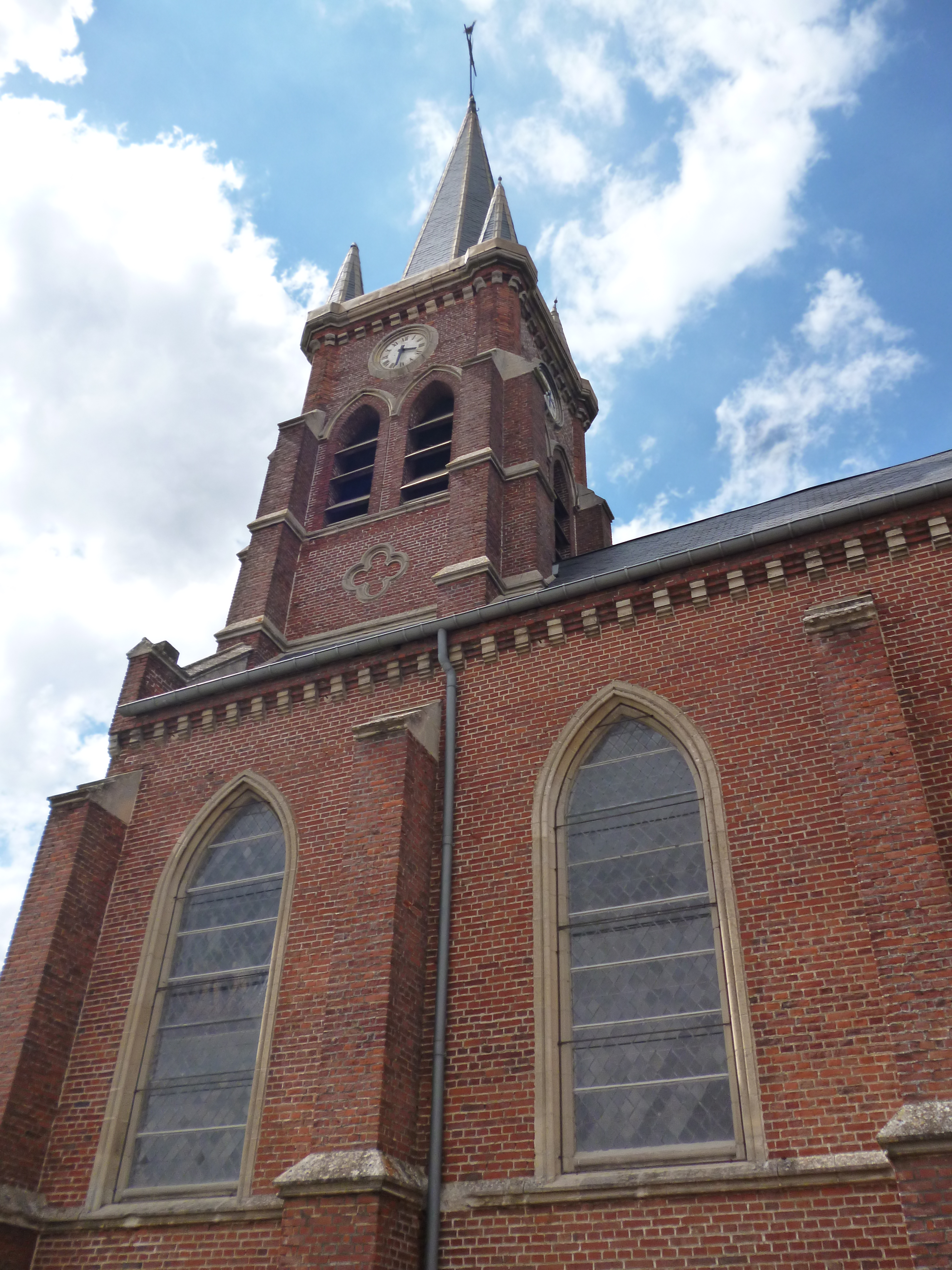
サン・ドニ教会
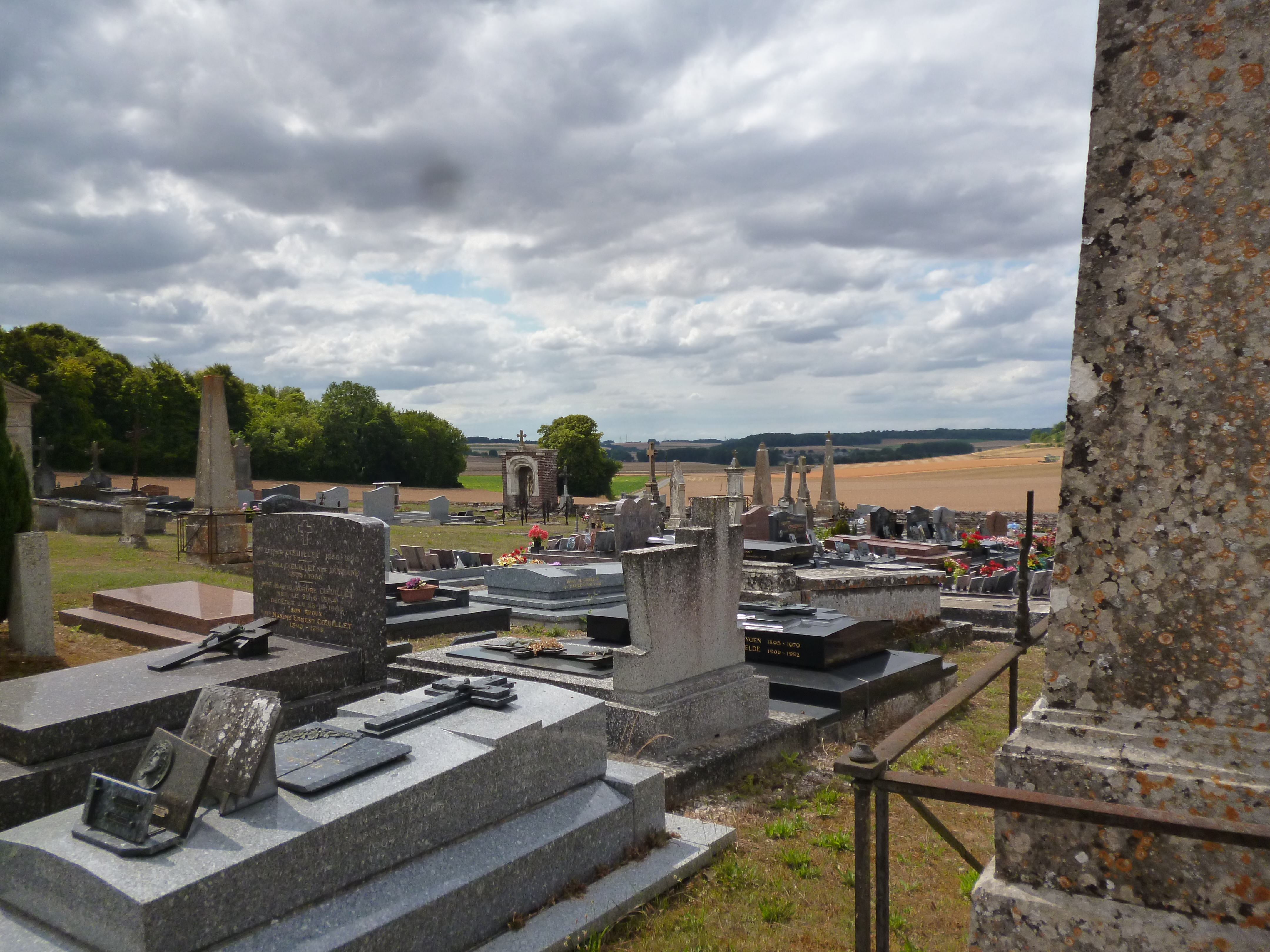
墓地